# Лас-Крусес
Лас-Кру́сес (англ. Las Cruces) — город на юго-западе США, административный центр округа Донья-Ана штата Нью-Мексико. Второй по численности населения город штата (см. демографические данные).

## Общие сведения
Лас-Крусес является экономическим и географическим центром плодородной долины Месилла, сельскохозяйственного региона в пойме реки Рио-Гранде, который простирается от Хатча, Нью-Мексико, до Эль-Пасо, Техас.
В Лас-Крусесе расположен Университет штата Нью-Мексико.
Основным работодателем в городе является федеральное правительство, в частности ракетный полигон армии США Уайт-Сэндс и испытательная станция Уайт-Сэндс. В 70 км к северу от города расположен частный космопорт Америка, с которого было совершено несколько успешных суборбитальных запусков. Лас-Крусес также является штаб-квартирой компании Virgin Galactic, планирующей организовывать туристические орбитальные полёты.

## История
До прихода европейцев местность, на которой располагается город, была заселена индейцами мансо.
В 1598 году Хуан де Оньяте объявил земли севернее реки Рио-Гранде собственностью Новой Испании, и началась колонизация территории испанцами.
15 сентября 1821 года состоялось подписание Декларации независимости Мексики, и 28 сентября 1821 года владение землями Новой Испании перешло к Первой Мексиканской империи.
Затем права на данную территорию заявила Республика Техас, провозглашённая в 1836 году. В 1845 году земля была аннексирована США, а после окончания Американо-мексиканской войны по договору Гвадалупе-Идальго 1848 года территория была окончательно признана собственностью США. В 1849 году было основано поселение Лас-Крусес, получившее статус города в 1907 году.

## Правительство
Лас-Крусес является Чартерным городом (также называемый городом самоуправления). Городской совет состоит из шести советников и мэра, который председательствует на заседаниях. 

## География
Приблизительная высота Лас-Крусес составляет 1191 м над уровнем моря.
По данным Бюро переписи населения Соединенных Штатов, общая площадь города составляет 198,5 км2, из которых 198,1 км2 — это земля, и 0,4 км2, или 0,18 %, — это вода.

## Климат
Климат города субтропический пустынный с мягкой зимой и жарким сухим летом. Средняя температура января — +7 °C, июля — +27 °C.
| Показатель                    | Янв. | Фев. | Март | Апр. | Май  | Июнь | Июль | Авг. | Сен. | Окт. | Нояб. | Дек. | Год   |
| ----------------------------- | ---- | ---- | ---- | ---- | ---- | ---- | ---- | ---- | ---- | ---- | ----- | ---- | ----- |
| Средний суточный максимум, °C | 15   | 18   | 21   | 26   | 31   | 35   | 35   | 33   | 31   | 26   | 19    | 14   | 25,3  |
| Средний суточный минимум, °C  | −2   | 1    | 3    | 7    | 12   | 17   | 20   | 19   | 16   | 8    | 2     | −2   | 8,4   |
| Норма осадков, мм             | 13   | 10,7 | 5,6  | 7,4  | 10,2 | 16,8 | 38,9 | 56,4 | 33,8 | 23,9 | 11,7  | 19,6 | 247,7 |
| Источник: weather.com         |      |      |      |      |      |      |      |      |      |      |       |      |       |

## Демография

### 2010 год
По данным переписи населения 2010 года в Лас-Крусесе проживало 97 618 человек. Расовый состав распределился следующим образом: 37,5 % неиспаноязычных белых, 2,4 % — чёрных или афроамериканцев, 1,7 % — коренных американцев, 1,6 % — азиатов, 0,1 % — выходцев с тихоокеанских островов, 3,5 % — представителей смешанных рас. Испаноязычные жители составили 56,8 % населения.

### 2000 год
По данным переписи населения 2000 года в Лас-Крусесе проживало 74 267 человек, 18 123 семьи, насчитывалось 29 184 домашних хозяйства и 31 682 жилых дома. Средняя плотность населения составляла около 550,5 человека на один квадратный километр. Расовый состав Лас-Крусеса по данным переписи распределился следующим образом: 69,01 % белых, 2,34 % — чёрных или афроамериканцев, 1,74 % — коренных американцев, 1,16 % — азиатов, 0,07 % — выходцев с тихоокеанских островов, 4,10 % — представителей смешанных рас, 21,59 % — других народностей. Испаноязычные жители составили 51,73 % населения.
Из 29 184 домашних хозяйств в 30,4 % — воспитывали детей в возрасте до 18 лет, 42,3 % представляли собой совместно проживающие супружеские пары, в 15,1 % семей женщины проживали без мужей, 37,9 % не имели семей. 27,9 % от общего числа семей на момент переписи жили самостоятельно, при этом 8,9 % составили одинокие пожилые люди в возрасте 65 лет и старше. Средний размер домашнего хозяйства составил 2,46 человек, а средний размер семьи — 3,05 человека.
Население по возрастному диапазону по данным переписи 2000 года распределилось следующим образом: 25,1 % — жители младше 18 лет, 16,0 % — между 18 и 24 годами, 26,9 % — от 25 до 44 лет, 19,0 % — от 45 до 64 лет и 13,1 % — в возрасте 65 лет и старше. Средний возраст жителей составил 31 год. На каждые 100 женщин в Лас-Крусесе приходилось 94,3 мужчины, при этом на каждые 100 женщин 18 лет и старше приходилось 91,0 мужчин также старше 18 лет.
Средний доход на одно домашнее хозяйство составил 30 375 долларов, а средний доход на одну семью — 37 670 долларов. При этом мужчины имели средний доход в 30 923 доллара в год против 21 759 долларов среднегодового дохода у женщин. Доход на душу населения составил 15 704 доллара в год. 17,2 % от всего числа семей в городе и 23,3 % от всей численности населения находилось на момент переписи населения за чертой бедности, при этом 30,7 % из них были моложе 18 лет и 9,7 % — в возрасте 65 лет и старше.

## Парки и зоны отдыха
Лас-Крусес управляет 87 городскими парками, 18 теннисными кортами и четырьмя полями для гольфа. Гостям предоставляется список парков с удобствами.
В последнее воскресенье каждого месяца в центре Лас-Крусеса проводятся общегородские мероприятия, посвященные физическим упражнениям.

## Образование

### Государственные школы
В системе образования Лас-крусеса насчитывается 26 начальных школ и девять средних школ. Из средних школ подготовительная Рио-Гранде является альтернативной школой.

### Средние школы
- Столетняя Средняя Школа[16]
- Средняя Школа Лас-Крусес[17]
- Средняя Школа Мэйфилд[18]
- Средняя Школа Онате[19]

## Города-побратимы
- Лердо (Мексика)[20]
- Нинбург (Германия)[20]

## Искусство и культура

### Ежегодные мероприятия
Большинство культурных мероприятий Лас-Крусеса проводятся в конце года.
В городе ежегодно проходит два винных фестиваля. Фестиваль вина Харвест проводится в День труда и включает в себя дегустацию вина из винодельческих хозяйств Нью-Мексико, конкурс виноградного топтания, а также несколько концертов в течение всего уик-энда.
Южный фестиваль вина Нью-Мексико проводится в Дни памяти, и также включает в себя представление вина, местные продукты питания и живую музыку. Кроме того, Южный фестиваль вина Нью-Мексико включает короткие образовательные сессии, которые учат посетителей правильному сочетаню еды и вина.
Оба фестиваля проводятся на ярмарочных площадках к западу от города.
Местный День мертвых (Día de los Muertos ) возник в Мексике и является праздником, посвященным памяти умершим. Он проводится 1—2 ноября некоммерческой организацией. Мероприятие проводится на площади плаза в Месилье и в Культурном центре в центре города Лас-Крусес.
Каждый год в течение всего октября в городе проходит фестиваль урожая тыквы. На Хэллоуин торговый центр Месилья Валли Молл проводит "день Ходячих мертвецов", где зомби ходят по торговому центру.
Ренессанс ArtsFaire, основанный в 1971 году, выставляется Советом искусств Доньи Анны каждый год в ноябре и включает в себя жюри художественной выставки. Он проходит в парке Янг-парк.
Ковбойские дни — это мероприятие, проводимое в Лас-Крусесе на ферме и ранчо Музей Наследия. Это одно из крупнейших мероприятий, которое проводится в течение двух дней в начале марта, включающее в себя детские мероприятия, ковбойскую еду и музыку, конную стрельбу, катание на лошадях и дилижансах, реконструкцию перестрелок, продажу художественных промыслов и многое другое.
Праздник Синко-де-Майо проводится 3—4 мая — это праздник мексиканского наследия и гордости. Мероприятие проводится в Месилье и предоставляет искусство и ремесла, поставщиков продуктов питания и мексиканской музыки.
Еще одно крупное событие – ежегодный парад электрического света, проводимый 3 и 4 июля. Праздник начинается с парада и заканчивается фейерверком, который проходит на футбольном стадионе "поле мечты".
Игровая Конвенция Лас-Крусес, ныне известная как Крусес-Кон, — это ежегодное мероприятие, на котором геймеры соревнуются в турнирах высокого уровня и играют в бесплатные игры. LCGC — это некоммерческое мероприятие, в котором 100 % выручки идет на оборудование и развитие сообщества.
Южная ярмарка штата Нью-Мексико, обычно проводимая в первую неделю октября на ярмарочных площадках к западу от Лас-Крусеса, способствует развитию  сельского хозяйства  и обладает одним из крупнейших молодежных животноводческих шоу в штате. Ярмарка приглашает молодежь из шести округов в Нью-Мексико и Техаса для участия.
Одним из последних крупных мероприятий, проводимых ежегодно в районе Лас-Крусес, является освещение площади Месилья. Каждый Сочельник историческая площадь Месильи обрамляется тысячами светильников, которые представляют собой коричневые мешки со свечами и утяжеленные песком. Вечер неизменно привлекает местных жителей и туристов.

## Фотогалерея
- Новостройки в восточной части Лас-Крусеса
- Библиотека университета
- Мемориальная библиотека Томаса Брэнигэна
- Здание суда
- 10-этажное здание Wells Fargo Tower, самое высокое здание в даунтауне